# Achrysocharoides atys
Achrysocharoides atys är en stekelart som först beskrevs av Walker 1839.  Achrysocharoides atys ingår i släktet Achrysocharoides och familjen finglanssteklar. Arten är reproducerande i Sverige. Inga underarter finns listade i Catalogue of Life.